# アレクサンデル・フォルト

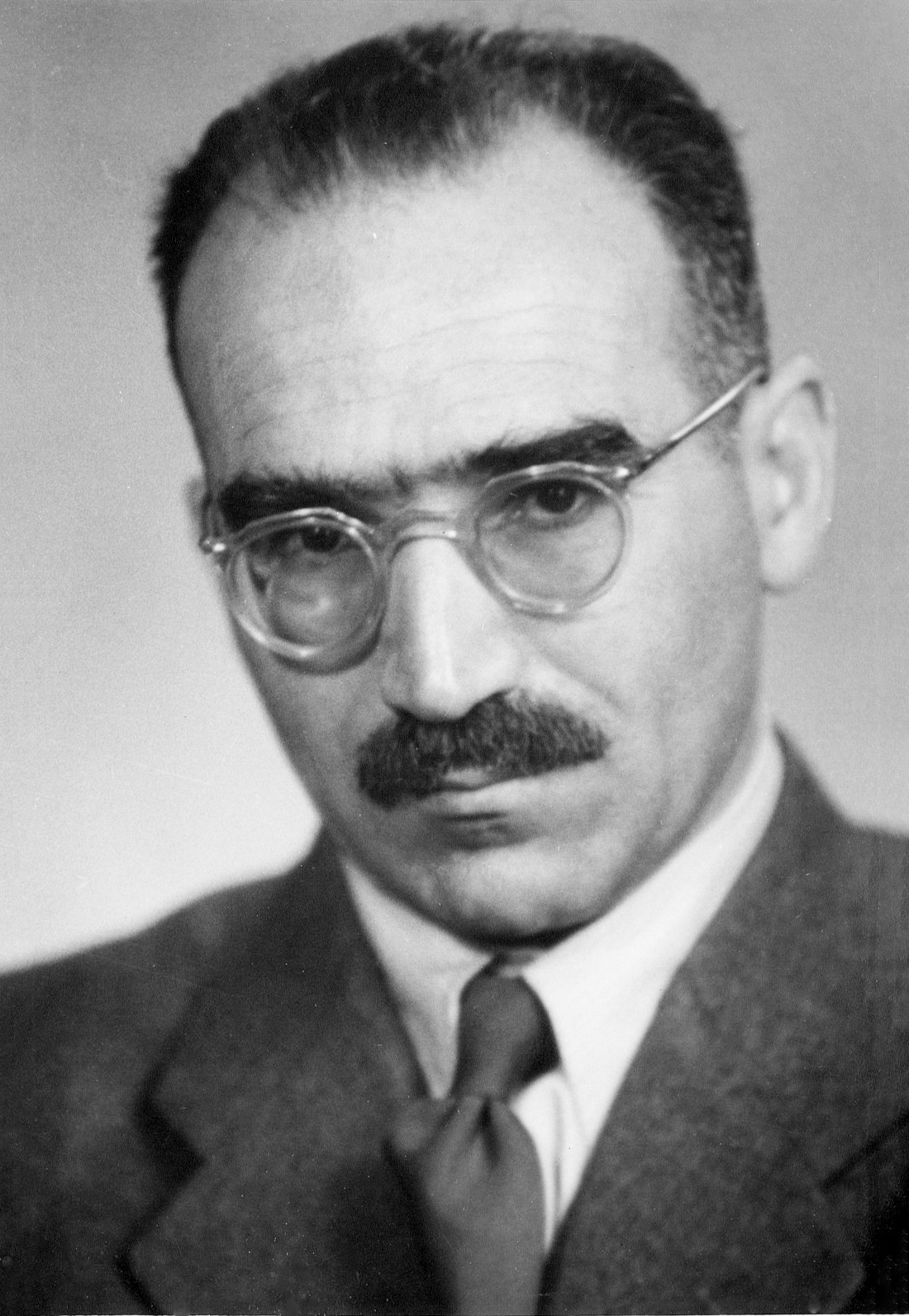
アレクサンデル・フォルト

アレクサンデル・フォルト（Aleksander Ford, 1908年11月24日 - 1980年4月4日）は、ポーランドの映画監督。

## 略歴
ロシア帝国のキエフ（現ウクライナ領）に生まれる。ワルシャワ大学卒。

## 主な監督作
- 若き日のショパン Mlodosc Chopina (1952)
- 鉄十字軍 Krzyzacy (1960)